# اوریکس و کریک
اوریکس و کرِیک رُمانی با زمینه‌های پادآرمانی نوشتهٔ مارگارت اتوود نویسندهٔ کانادایی است. این کتاب نیز مانند قصهٔ کُلفت معمولاً در زمرهٔ کتاب‌های علمی تخیلی رده‌بندی می‌شود، هرچند خود اتوود ترجیح می‌دهد آن را ادبیات نظری و «داستان عاشقانهٔ ماجراجویانه» بنامد، چون به چیزهایی که هنوز اختراع نشده نمی‌پردازد و واقع‌گرایی آن از فُرم رمان فراتر می‌رود. با این وجود ژانر علمی تخیلی مدت‌هاست آن‌قدر گسترده شده که کتاب‌هایی مانند اوریکس و کریک هم در آن می‌گنجند.
اوریکس نوعی آهوی آفریقایی و کرِیک پرنده‌ای است که در فارسی به ترتیب به آن‌ها تیزشاخ و یلوهٔ حنایی گفته می‌شود. اوریکس و کریک لقب دو نفر از شخصیت‌های اصلی کتاب است که از نام این حیوانات که در زمان وقوع داستان منقرض شده‌اند انتخاب شده است.
اوریکس و کریک اولین بار در سال ۲۰۰۳ توسط انتشارات مک‌کلاند و استیوارت در کانادا چاپ شد و همان سال جزو فهرست نهایی کتاب‌های نامزد جایزهٔ بوکر قرار گرفت. ترجمهٔ فارسی این کتاب با ترجمهٔ سهیل سُمی در سال ۱۳۸۳ توسط انتشارات ققنوس چاپ شد.

## خلاصه داستان
داستان در فضایی کاپیتالیستی می‌گذرد که در آن پول حرف اول و آخر را می‌زند و اگر پول داشته باشی به هر چه که بخواهی می‌رسی. جمعیت جهان زیاد شده، بی‌عدالتی بی‌داد می‌کند و بسیاری از مردم در گوشه‌وکنار جهان در فقر به‌سرمی‌برند. برده‌داری جنسی، مافیای رسانه‌ای، شبکه‌های غیرقانونی اینترنتی و شرکت‌های بزرگ محصولات ژنتیکی همه‌ و همه به بزرگ شدن این فضا کمک کرده‌اند. انسان‌ها توانسته‌اند در ژنتیک خود و موجودات دست ببرند. شرکت‌های بزرگ دارویی توانسته‌اند تقریباً تمام بیماری‌ها را درمان کنند و حال خود دست به ساخت بیماری‌های جدید برای فروش داروهای جدید زده‌اند. موجودات جدیدی ساخته شده‌اند، همچون راکسون‌ها (ترکیب راکون و راسو)، سگُرگ‌ها (ترکیب سگ و گرگ)، خوکُنَک‌ها (خوک‌های بزرگ که برای پرورش اندام‌های داخلی انسان‌ها بکار می‌روند) و غیره.
و اما داستان اصلی درباره دو پسر است. یکی بسیار نابغه و دیگری معمولی. دو پسربچه که از نوجوانی با هم دوست هستند و والدین هر دو در یکی از شرکت‌های بزرگ ژنتیکی کار می‌کنند. محل زندگی آنها در مجتمع‌های مسکونی شرکت است و از این طریق به امکانات بیشتری دسترسی دارند و از عوام‌نشین‌ها جدا هستند. و یکی از والدین هردوی این پسرها (یکی مادرش و دیگری پدرش) پس از مدتی مخالف ایده‌های شرکت‌های ژنتیکی شده‌اند و در این راه جانشان را از دست داده‌اند. سال‌ها می‌گذرد و هر دو بزرگ می‌شوند و پسر نابغه به درجه بالایی در یکی از بزرگترین شرکت‌های ژنتیکی می‌رسد و حال بر روی پروژه‌ای کار می‌کند که قرار است جاودانگی را برای انسان به ارمغان بیاورد؛ اما در پس پرده او به چیزی فکر می‌کند که بسیار بزرگ‌تر از جاودانگی است. او خیال نابودی نوع بشر را در سر می‌پروراند و جایگزینی آن با گونه‌ای آرمانی و والا که خودش ساخته‌است.